# DNA Model Management
DNA Model Management ist eine Modelagentur aus New York City, die 1996 von Jerome und David Bonnouvrier gegründet wurde.
DNA vertritt unter anderem Linda Evangelista, Natalia Wodjanowa, Saskia de Brauw, Doutzen Kroes, Nadja Auermann, Anja Rubik, Eva Herzigová, Stella Tennant, Laetitia Casta, Emily Ratajkowski, Kirsty Hume, Edie Campbell und Raquel Zimmermann. Schauspieler Matthew Gray Gubler, Gabriel Mann, Shemar Moore, Ian Somerhalder, wie auch der Sportler Evan Lysacek sind ebenso Klienten des Unternehmens.